# Майлыбас
Майлыбас (каз. Майлыбас) — село в Казалинском районе Кызылординской области Казахстана. Входит в состав Майлыбасского сельского округа. Код КАТО — 434449280. Расположено на правом берегу Сырдарьи.

## Население
В 1999 году население села составляло 175 человек (90 мужчин и 85 женщин). По данным переписи 2009 года, в селе проживало 159 человек (86 мужчин и 73 женщины).